# Caecilia marcusi
Caecilia marcusi és una espècie d'amfibi de la família Caeciliidae endèmica de Bolívia. Habita en boscos tropicals o subtropicals humits i a baixa altitud, plantacions, jardins rurals i zones prèviament boscoses ara molt degradades. Està en perill d'extinció a causa de la destrucció del seu hàbitat.